# Utetheisa pulchra
Utetheisa pulchra är en fjärilsart som beskrevs av Ignaz Schiffermüller 1776. Utetheisa pulchra ingår i släktet Utetheisa och familjen björnspinnare. Inga underarter finns listade i Catalogue of Life.